# Mariner 5
Mariner 5 was een Amerikaanse onbemande missie naar de planeet Venus, aan het eind van de jaren 60 van de twintigste eeuw. Doel van deze vlucht was onderzoek naar stralingsgordels en magnetische velden te verrichten. Deze sonde nam geen foto's.

## Gewijzigd doel
Het oorspronkelijke doel van Mariner 5 was eigenlijk Mars, want het diende als reserveschip indien Mariner 4 zou falen. Deze leverde echter voortreffelijk werk af. Daarom haalde NASA in december 1965 Mariner 5 van de reservebank af en bouwde het om voor een missie naar Venus. De bedoeling was om dit keer de planeet op veel kortere afstand te passeren dan Mariner 2, om de kans op ontdekking van een magnetisch veld rond Venus te vergroten en de interactie daarvan met de zonnewind in kaart te brengen.

## Technische uitrusting

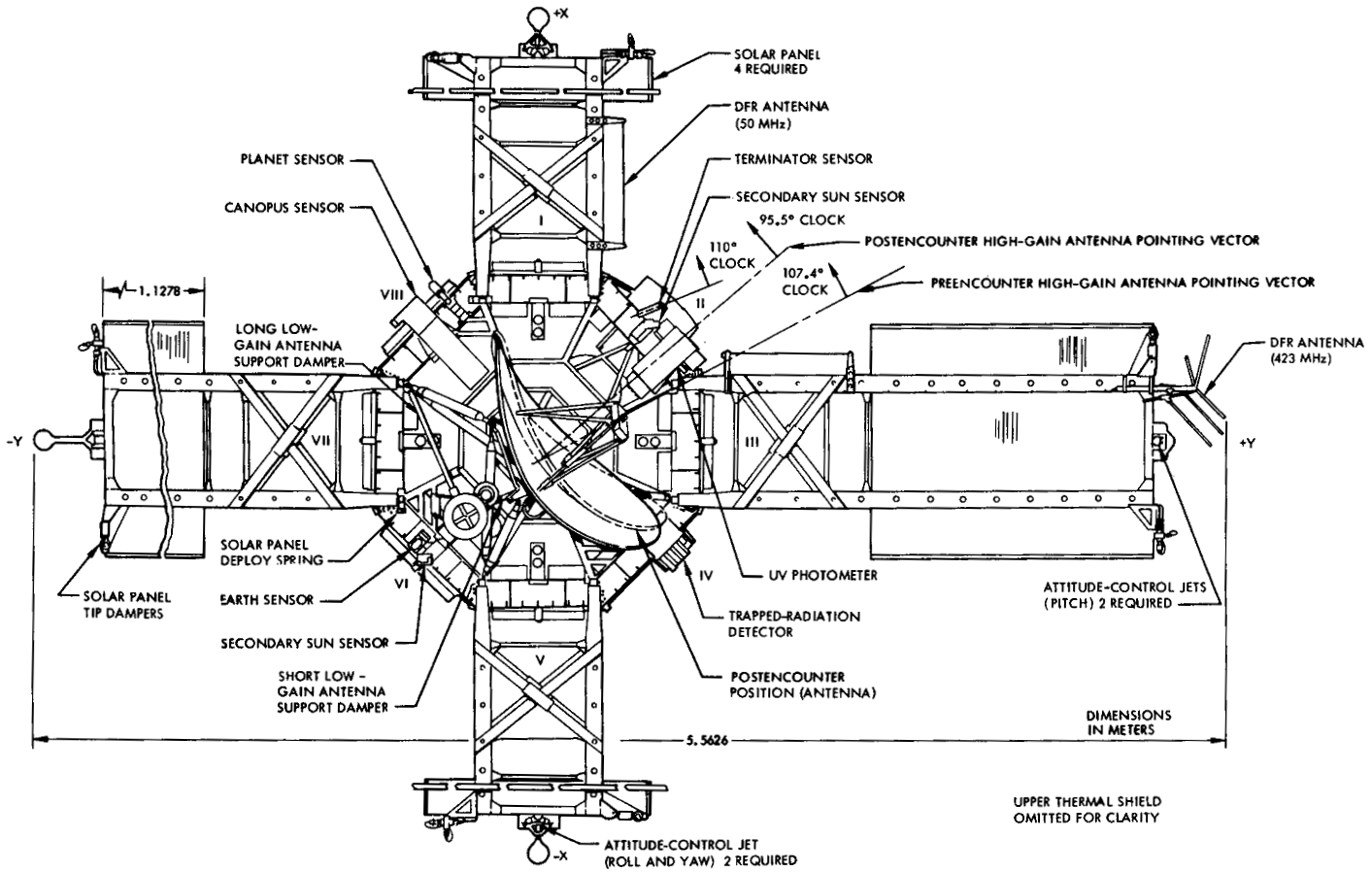
Schema van Mariner 5

De Mariner 5 was uitgerust met boordcomputer, zonnepanelen en een standregeling met zonnesensor en Canopuszoeker. Constructeur was het Jet Propulsion Laboratory.

### Wetenschappelijke instrumenten
- S-band occultatie experiment, op een golflengte van 2300 MHz, om de atmosferische en ionosferische refractie van Venus te bepalen.
- Dubbele frequentie occultatie experiment. Deze functioneerde op 423,3 en 49,8 MHz. De Stanford-universiteit zond via een richtbare paraboolantenne van 4,6 m diameter radiosignalen naar het vaartuig. Het signaal op de hoge frequentie werd niet merkbaar vertraagd, de signalen op de lage frequentie echter wel. Oorzaak waren de elektronen die het signaal op zijn pad vond, waaruit deskundigen weer andere gegevens af konden leiden.
- Proef om de massa van de Maan en Venus beter te bepalen en de efemeriden van de Aarde en Venus te verbeteren.
- Stralingsmeter voor opsporing van kosmische straling, om de aanwezigheid en kracht van die straling te meten gedurende de vlucht naar Venus. Tevens zocht men naar stralingsgordels rond de planeet en de interactie van geladen deeltjes met de staart van de magnetosfeer. Het bestond uit vier onderdelen die onder verschillende hoeken naar de zon stonden gericht. Het mat elektronen met een energie groter dan 40 keV en protonen groter dan 500 keV, in een hoek van zowel 70 als 135° van de vliegrichting (de rechte lijn van zon naar Mariner). Ook bracht het elektronen met een lading groter dan 80 keV en protonen groter dan 900 keV in kaart, onder een hoek van 70°. Ten slotte verrichtte het instrument ook metingen naar protonen tussen 500 keV tot 8 MeV en 900 keV tot 3,5 MeV.
- Zonneplasmameter, om positief geladen ionen tussen 40 en 9400 eV/Q te meten, voor onderzoek naar de heliosfeer en rond Venus.
- Helium magnetometer, om de magnetosfeer van Venus en de interplanetaire ruimte te bestuderen. Dit instrument, bevestigd aan een 1½ meter lange stang, had een maximale afwijking van 0,2 nT. Dit kwam door beperkingen in de zendapparatuur.
- Ultraviolet fotometer, om de samenstelling van de Venusiaanse atmosfeer in kaart te brengen.

De Mariner 5 beschikte niet over een tv-camera. Het team dat zich met de studie naar straling bezighield, werd geleid door de natuurkundige James Van Allen, die faam verwierf door diens ontdekking van de Van Allen-gordels in 1958.

## Verloop van de vlucht

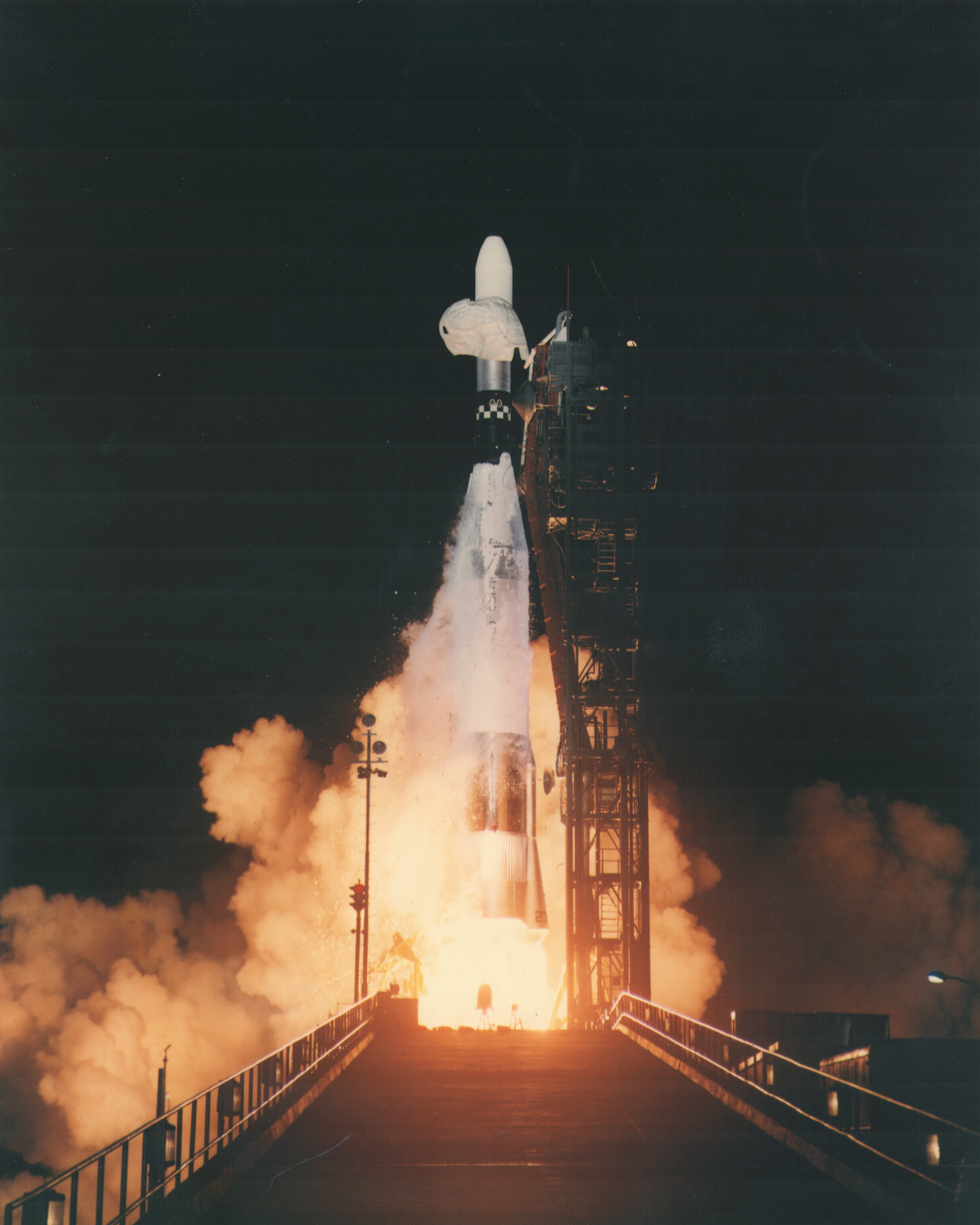
Lancering van Mariner 5

### Lancering
Mariner 5 werd op 14 juni 1967 gelanceerd met een Atlas-Agena D draagraket vanaf Cape Canaveral. Deze verkenner had een lanceergewicht van 244,9 kg. Een lichtgewicht vergeleken met de twee dagen eerder omhooggeschoten Russische Venera 4, die ruim 1100 kg woog.

### Koers verlegd

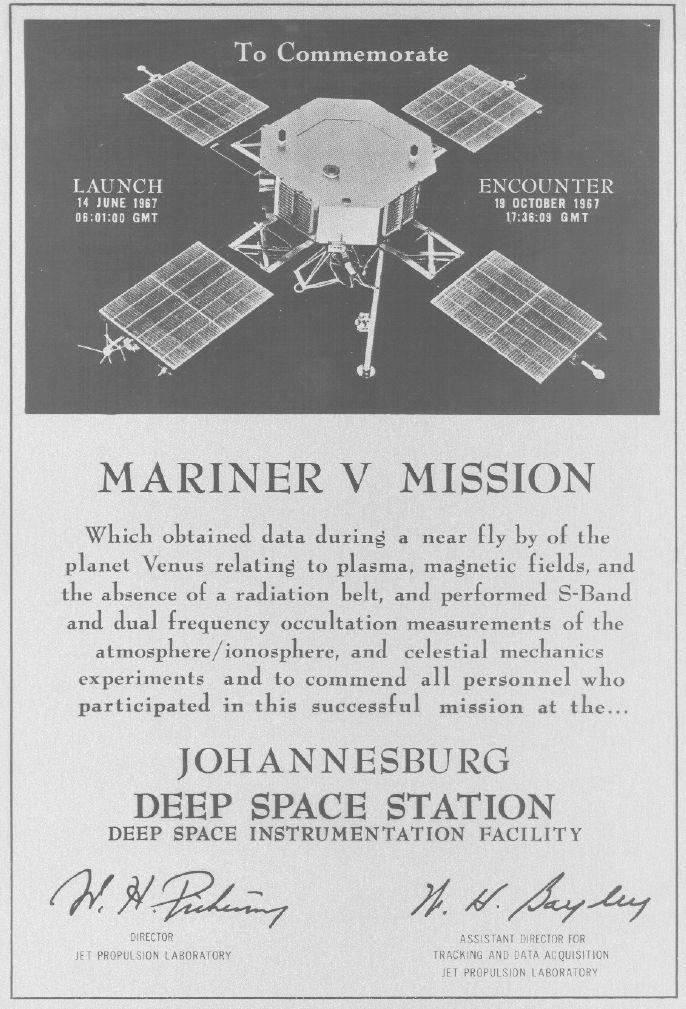
Plaquette van Mariner 5 in de foyer van het vluchtleidingscentrum

Aanvankelijk zou de sonde Venus op een berekende afstand van slechts 8165 km passeren, maar NASA kwam hier in eerste instantie op terug. Het vaartuig moest nu op 75.000 km afstand blijven; Mariner 5 was niet gesteriliseerd en het risico dat het scheepje bij de geringste stuurfout onbedoeld op Venus zou inslaan leek bij nader inzien te groot. Uiteindelijk vloog het toch op korte afstand langs.
Op 19 juni voerde het ruimtevaartuig een geslaagde koerscorrectie uit.

### Aankomst bij Venus
De Mariner 5 bereikte zijn bestemming op 19 oktober 1967. Het verzond vele gegevens tijdens passage; overigens tot verdriet van de Russen, die ten slotte erkenden dat hun Venera 4 radiocontact verloor alvorens de oppervlakte van Venus te bereiken. De kleinste afstand bedroeg 4094 km.

## Wetenschappelijke resultaten

### Balende Russen
In deze jaren van Koude Oorlog woedde de ruimterace in alle hevigheid. Naast de strijd om de eerste bemande landing op de maan waren zowel Mars als Venus belangrijke doelen. De eerste supermacht die erin slaagde een zachte landing uit te voeren, zou aanzienlijk prestige verwerven. Zowel de Sovjet-Unie als de V.S. probeerden constant elkaar de vliegen af te vangen.
Dit keer waren de Amerikanen hun Russische vakbroeders "behulpzaam". Amerikaanse wetenschappers voerden aan, dat de Russische claim dat hun Venera 4 de oppervlakte van Venus had bereikt, niet kon kloppen. De Mariner 5 registreerde een oppervlaktetemperatuur van 527 °C en nam een luchtdruk waar van 75 à 100 bar; beide waardes waren veel hoger dan wat Venera 4 doorseinde (271 °C bij 17 à 20 bar) net voordat de Russische verkenner onder de hoge druk en temperatuur bezweek. De Russische claim dat hun sonde in werkende toestand de Venusbodem had bereikt, ging dus letterlijk in rook op.

### Metingen
Net als zijn Russische tegenhanger merkte Mariner 5's uv-fotometer een dunne laag waterstof op, maar geen zuurstof. Venus had geen stralingsgordels vergelijkbaar met de Van Allen-gordel rond onze thuisplaneet. Venus beschikte weliswaar over een magnetosfeer, maar met een veldsterkte van slechts 1% van dat van de Aarde. Doordat de zwaartekracht van Venus de baan van de sonde beïnvloedde, kregen wetenschappers een idee van de massa van Venus. Deze werd ingeschat op 81,5% van de Aarde. De luchtdruk (75-100 bar) en temperatuur (527 °C) aan het oppervlak berekenden de geleerden aan de hand van de veranderingen in het radiosignaal, terwijl de sonde achter de planeet verdween. De aanwezigheid van CO2 bepaalde men op 85 à 99%.
Het vaartuig verrichtte daarnaast metingen betreffende het interplanetair magnetisch veld en de aanwezigheid van plasma en geladen deeltjes.
Verder deed NASA verdere ervaring op met het bouwen en volgen van interplanetaire ruimtevaartuigen.

### Einde van de missie
Na passage van Venus onderhield NASA contact met hun sonde tot 4 december 1967, toen het radiocontact verloren ging. De vluchtleiding wekte het vaartuig weliswaar voor korte tijd weer tot leven op 14 oktober 1968, maar daarna zweeg Mariner 5 in alle talen en vloog verder in zijn heliocentrische baan. Uiteindelijk staakte NASA haar pogingen om hun robotverkenner weer in het gareel te krijgen.
Mariner 1 · Mariner 2 · Mariner 3 · Mariner 4 · Mariner 5 · Mariner 6 · Mariner 7 · Mariner 8 · Mariner 9 · Mariner 10